# Incident de Niihau

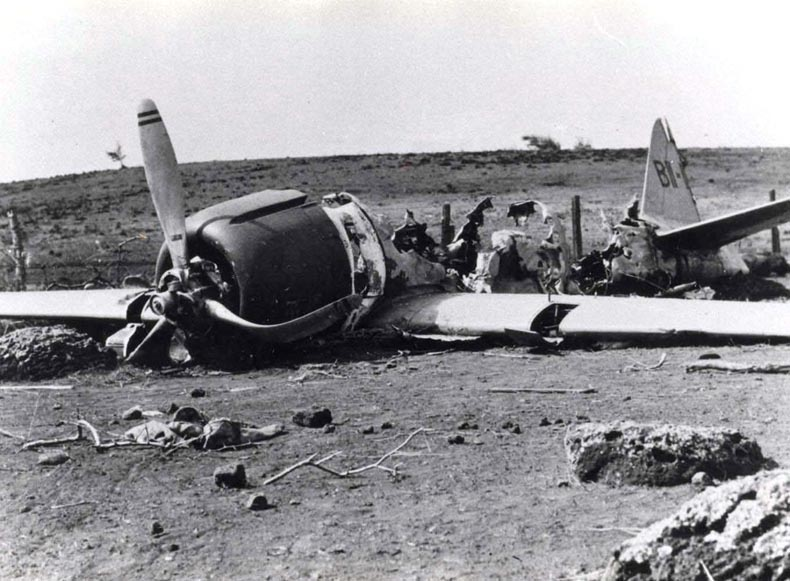
A6M2 Zero 2266 Tail BII-120.

L'incident de Niʻihau va ocórrer del 7 al 13 de desembre de 1941, quan el pilot del Servei Aeri de l'Armada Imperial Japonesa Shigenori Nishikaichi (西 開 地 重 徳, Nishikaichi Shigenori) va aterrar el seu caça Mitsubishi A6M Zero a l'illa hawaiana de Niʻihau després de participar en l'atac a Pearl Harbor. L'Armada Imperial Japonesa havia designat a Niʻihau com una illa deshabitada perquè els avions danyats aterressin i esperessin el seu rescat.
El pilot va compartir informació sobre l'atac de Pearl Harbor amb els habitants de l'illa d'ascendència japonesa. Inicialment, els residents natius de Hawaii desconeixien l'atac, però van detenir a Nishikaichi quan la gravetat de la situació es va fer evident. Després, el pilot va buscar i va rebre l'ajuda dels tres locals hawaians d'ascendència japonesa a l'illa per a vèncer als seus captors, trobar armes i prendre diversos ostatges. Finalment, Nishikaichi va ser assassinat pels niihauans Benehakaka "Ben" Kanahele i la seua esposa Kealoha "Ella" Kanahele.
Ben Kanahele finalment es va recuperar i va rebre dues cites presidencials, el Cor porpra i la Medalla al Mèrit. L'incident de Ni'ihau, com es va conèixer àmpliament, va ser objecte d'un memoràndum de l'FBI escrit pel mateix J. Edgar Hoover. En ell, descriu les accions realitzades tant pels antagonistes com pels valents habitants de Ni'ihau.